# Batocnema coquerelii
Batocnema coquerelii là một loài bướm đêm thuộc họ Sphingidae. Nó được tìm thấy ở Madagascar, quần đảo Aldabra và quần đảo Comoro.
Nó tương tự như Batocnema africanus.

## Phụ loài
- Batocnema coquerelii coquerelii (Madagascar)
- Batocnema coquerelii aldabrensis - Aurivillius, 1909 (đảo Aldabra)
- Batocnema coquerelii anjouanensis - Viette, 1982 (Anjouan)
- Batocnema coquerelii comorana - Rothschild & Jordan, 1903 (Grande Comore)
- Batocnema coquerelii occidentalis - Griveaud, 1971 (Madagascar)